# AMD–65
Az AMD–65 (AMD – automata módosított deszantfegyver) a magyarországi Fegyver- és Gázkészülékgyár (FÉG) által gyártott Kalasnyikov-rendszerű gépkarabély. Az AKM–63 rövidített, kompakt felépítésű változata, amelyet a harcjárművek kezelőszemélyzete és a deszantcsapatok tagjai számára alakítottak ki. A FÉG 1967-től gyártotta.

## Története
A FÉG a Kalasnyikov-gépkarabélyok magyarországi gyártásáról szóló 1959-es kormánydöntést követően a magyar változatok fejlesztését Zala Károly konstruktőr vezetésével kezdte el. A FÉG ehhez megkapta a szovjet gyártástechnológiát. Az első modell az AK–55 volt, amely teljesen megegyezett AK–47-tel. Ezt követte az AKM–63, melynél a költséges megmunkálást igénylő fa alkatrészek helyett műanyagokat alkalmaztak. A későbbi csapatpróbák tapasztalatai nyomán merült fel egy könnyebb és kompaktabb fegyver iránti igény, amellyel a deszantcsapatokat, valamint a harcjárművek kezelőszemélyzetét lehet ellátni. A fejlesztőmunka során elvárás volt, hogy kezelésében egyezzen meg az AKM–63-mal.
Az új fegyver prototípusa 1965-ben készült el, sorozatgyártása 1967-ben kezdődött. Több országba exportálták, Magyarországon kívül Afganisztán, Panama, Jemen és Grúzia rendszeresítette, de Libanonban és a palesztin fegyveres szervezeteknél is előfordul.
A fegyver eredeti rendeltetése szerint deszantos fegyvernek készült, ám az első csapatpróbákat követően több fegyvernem (légierő, páncélos és gépesített csapatok) is jelezte a fegyver iránti igényét. A Magyar Néphadsereg legelterjedtebb fegyvere volt. Napjainkban legnagyobb számban különféle rendvédelmi szerveknél van rendszeresítve. A fegyver az Egyesült Államokban is kapható volt.
Az AMD–65 szolgált alapul a későbbi, puskagránát kilövésére alkalmas AMP–69-nek, mely világviszonylatban talán az egyik legkomfortosabb és legjobban sikerült AK-modell.

## Műszaki jellemzői
Működését és belső szerkezetét tekintve megegyezik az AK–47-tel. Gázelvezetéses rendszerű, forgózáras reteszelésű. A mellső ágy helyett az AKM-63-hoz hasonlóan lemezborítást kapott. A rövid cső végére csőszájféket szereltek, amely csökkentette a hátrarúgást, de némileg emelte a lövőre ható hangnyomást. Így a fegyverrel viszonylag jó célzott lövést lehetett leadni kihajtott válltámasz nélkül, a fegyvert két kézben fogva. A fegyverre szuronyt nem lehetett rögzíteni.
Az AMD–65-höz az AKM–63-nál már alkalmazott műanyag markolatot használták. A tusa helyett azonban behajtható fém válltámaszt kapott, melynek végén gumi betét van.
30 vagy 20 töltényt befogadó íves szekrénytárat lehet csatlakoztatni hozzá. A Magyar Néphadseregben a 30 db-os tár sorállományú katonák számára volt rendszeresítve, a 20 db-s tárat a tisztek alkalmazták.
Habár eredetileg a harcjárművek kezelőszemélyzete számára kiegészítő fegyvernek, valamint az ejtőernyősöknek szánták, a Magyar Néphadseregben széles körben alkalmazták mint lövészfegyvert. Erre a feladatra azonban alkalmatlan. Rövid csőhossza és a rövid irányzóvonal miatt pontossága elmaradt a lövészfegyverektől elvárttól. Kezelését nehezítette, hogy a mellső ágy pisztolyszerű műanyag markolatot kapott, amelynek azonban anatómiailag nem megfelelő kialakítása miatt kényelmetlen a fogása.

## AMD–65M
Az AK–63MF-el megegyező modernizációs program kezdődött a 2000-es években, melynek végeredménye egy modern, világszínvonalú gépkarabély lett.

A modernizáció keretében beépítésre kerül:
- CAA CBS+ACP teleszkópos válltámasz
- Brügger&Thomet BT-21428 előagy
- side mount (ismeretlen típus)
- Heckler&Koch M320 gránátvető
- Aimpoint CompM2 irányzék (B&T BT-21741 QD ring 30 mm ultrahigh heavy type)
- Aimpont 3xMag kisegítő irányzék (B&T BT-211115 Flip-side QD base mount, B&T BT-211113 Flip-side QD ring)
- Insight Technology AN/PEQ2 TPIAL lézeres célmegjelölő
- CAA BP Grip mellső markolat bipoddal

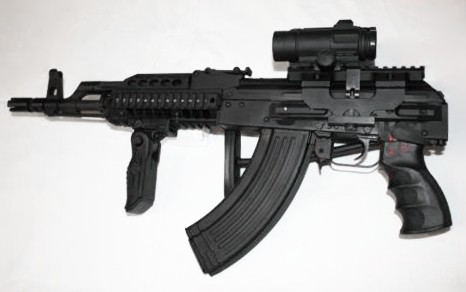
AMD-65M behajtott válltámasszal

- CAA AG47 pisztolymarkolat

## Alkalmazók

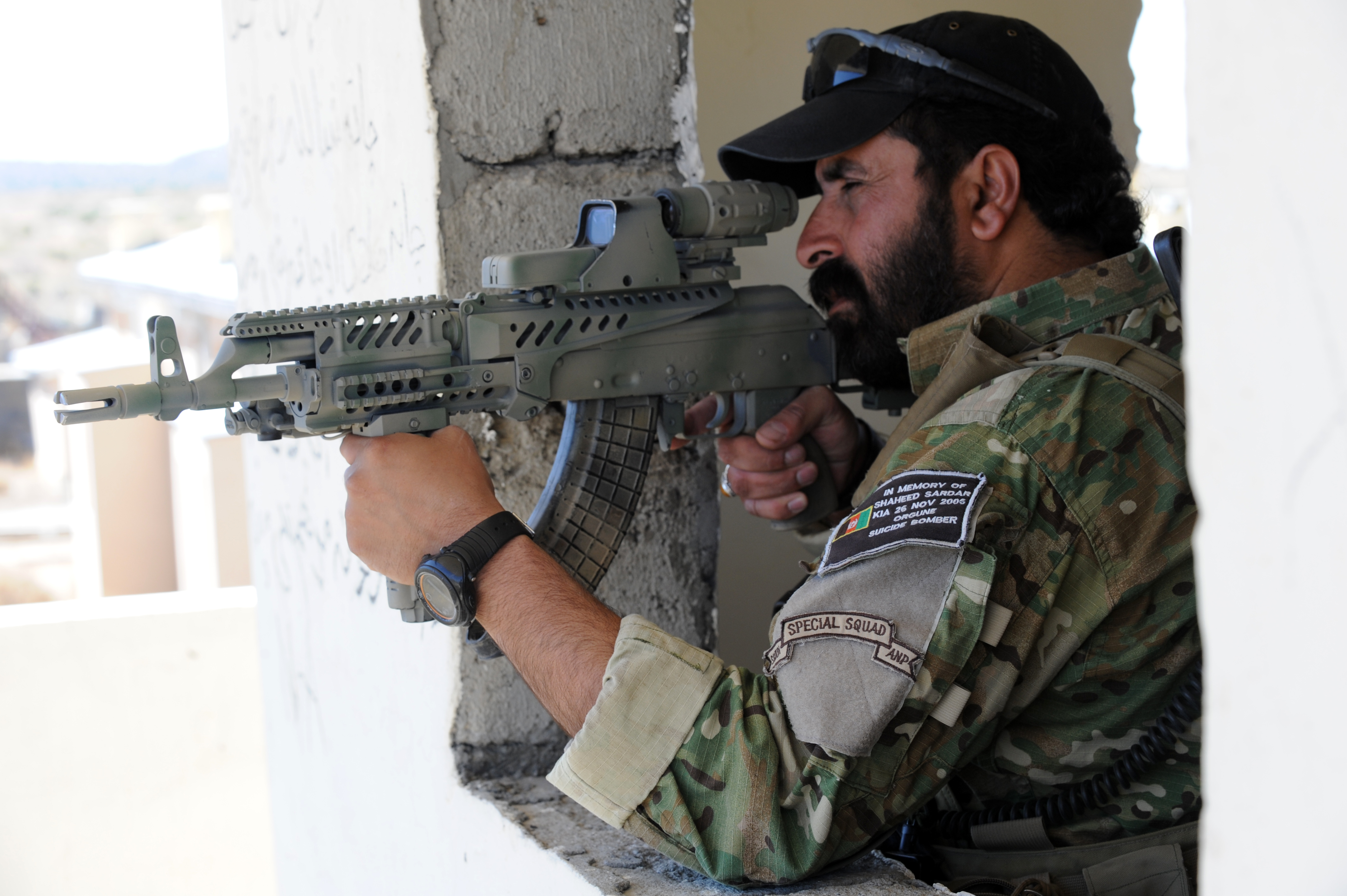
Az Afgán Határrendőrség tisztje egy módosított AMD-65-tel céloz

- Afganisztán
- Angola
- Gázai övezet
- Grúzia
- Horvátország
- Jemen
- Kuba
- Libanon
- Laosz
- Mozambik
- Magyarország
- Panama
- Szíria
- Szudán
- Szomália és  Szomáliföld
- Vietnám
- Zimbabwe